# Selliguea daweishanensis
Selliguea daweishanensis är en stensöteväxtart som först beskrevs av S.G.Lu, och fick sitt nu gällande namn av S.G.Lu, Hovenkamp och M.G.Gilbert. Selliguea daweishanensis ingår i släktet Selliguea och familjen Polypodiaceae. Inga underarter finns listade.